# Yu Jing
Yu Jing (于静; Harbin, 29 maggio 1985) è una pattinatrice di velocità su ghiaccio cinese.

## Carriera
Medaglia d'oro ai Campionati mondiali sprint 2012. Durante quell'edizione ha stabilito il record mondiale dei 500 m, con il tempo di 36"94, diventando la prima atleta a percorrere la distanza in meno di 37 secondi.

## Palmarès

### Campionati mondiali di pattinaggio di velocità - Distanza singola
- 2 medaglie:
  - 2 argenti (500 m, 1000 m a Heerenveen 2012).

### Campionati mondiali di pattinaggio di velocità - Sprint
- 4 medaglie:
  - 2 ori (Calgary 2012; Nagano 2014);
  - 1 argento (Salt Lake City 2013);
  - 1 bronzo (Mosca 2009).